# ماکی واسکی
ماکی واسکی (انگلیسی: Maciej Łasicki؛ زادهٔ ۱۲ اکتبر ۱۹۶۵) قایقران روئینگ اهل لهستان است.